# 애니콜 에나멜
에나멜은 삼성전자에서 만든 휴대 전화인  모델명 : SCH-S510(SKT) / SPH-S5150(LGT) 의 다른 이름이다.

## 세부 모델
| 모델명    | 통신사     | 통신 방식 |
| --------- | ---------- | --------- |
| SCH-S510  | SK텔레콤   | EV-DO     |
| SPH-S5150 | LG유플러스 | EV-DO     |

## 색상
- 블랙
- 레드
- 핑크
- 화이트
- 실버